# MAN NL 2x2
MAN NL xx2 – seria niskowejściowych autobusów miejskich, produkowanych w latach 1989–2001 przez niemiecką firmę MAN. Konstrukcja autobusu oparta jest na zunifikowanych przez zachodnioniemiecki Związek Publicznych Zakładów Komunikacyjnych (VÖV) standardach autobusu tzw. drugiej generacji. W pojazdach stosowano jednostki napędowe o różnej mocy: 204, 213, 220, 250, 260 i 310 KM (odpowiednio modele: NL202, NL222, NL252, NL262 i NL312).
Przegubowym odpowiednikiem autobusów NL xx2 jest seria MAN NGxx2, odpowiednikiem o zmniejszonej długości – MAN NM152, zaś wersją piętrową – MAN ND202. Bezpośrednim następcą serii NLxx2 jest seria MAN NLxx3.

## Historia
Produkcję modelu uruchomiono w 1989 roku w fabryce w niemieckim Salzgitter w oparciu o obowiązujące wówczas w zachodnich Niemczech standardy Związku Publicznych Zakładów Komunikacyjnych (VÖV) drugiej generacji. Pierwsze modele, wyposażane w silnik o mocy 213 KM (NL 202) spełniały europejski standard emisji spalin Euro 1. W roku 1995, z uwagi na wprowadzenie normy Euro 2, wprowadzono nowy silnik o mocy 220 KM – zmieniono oznaczenie z NL 202 na NL 222. Dostępne były także inne wersje, z jednostką napędową o różnej mocy.
Do 1998 roku wyprodukowano ok. 4000 pojazdów tego typu, po czym produkcję przeniesiono do nowej fabryki w Sadach koło Poznania, gdzie kontynuowano ją do 2001 roku.
Od 2002 roku do Polski zaczęły napływać pierwsze wycofywane w Niemczech autobusy tego typu. Obecnie jest to najpopularniejszy w Polsce autobus używany z importu. Pierwszym w Polsce użytkownikiem MAN-ów NL 202 był od 1996 roku Poznań. Pierwszy egzemplarz wyprodukowany w Polsce trafił w 1998 roku do gminy Tarnowo Podgórne.

## Konstrukcja

### Nadwozie
Specyficzna budowa pojazdów serii NL 2x2 wiąże się z obowiązującymi w początkowym okresie produkcji standardami niemieckiego zrzeszenia VÖV. Pojazd produkowano w wersjach dwudrzwiowej i trzydrzwiowej. 
Niska podłoga dostępna jest w pierwszych i drugich drzwiach. Początkowo wszystkie siedzenia wewnątrz umieszczone były na podwyższeniach, dopiero w 1992 roku przeprowadzono modernizację serii, wprowadzając charakterystyczną, wygiętą w połowie autobusu linię okien oraz zwiększając liczbę siedzeń na poziomie niskiej podłogi. W niektórych opracowaniach zmodernizowana wersja traktowana jest jako odrębny model, NL 202(2).

### Podwozie
Autobusy napędzane były wysokoprężnymi silnikami o różnej mocy: 204, 213, 220, 250, 260 i 310 KM (odpowiednio modele: NL 202, NL 222, NL 252, NL 262 i NL 312), umieszczone w pozycji leżącej za drugą osią (napędową) autobusu. Oznaczenia cyfrowe poszczególnych modeli składają się z trzech cyfr, z których dwie pierwsze określają przybliżoną moc maksymalną silnika w KM. Trzecia cyfra informuje o generacji autobusów.